# Somewhere in the Between
Somewhere in the Between è il terzo album studio pubblicato dagli Streetlight Manifesto. Il titolo fu annunciato tramite il sito ufficiale del gruppo il 22 agosto 2007.

## Tracce
1. We Will Fall Together
2. Down, Down, Down to Mephisto's Cafe
3. Would You Be Impressed?
4. One Foot on the Gas, One Foot in the Grave
5. Watch It Crash
6. Somewhere in the Between
7. Forty Days
8. The Blonde Lead the Blind
9. The Receiving End of It All
10. What a Wicked Gang Are We

## Formazione
- Mike Brown – sassofono alto, sassofono baritono, voce
- Jim Conti – sassofono alto, sassofono tenore, voce
- Tomas Kalnoky – voce, chitarra
- Pete McCullough – basso, voce
- Mike Soprano – trombone, voce
- Matt Stewart – tromba, voce
- Chris Thatcher – batteria